# This Is the Modern World
| Recensione | Giudizio |
| ---------- | -------- |
| AllMusic   |          |

This Is the Modern World è il secondo album del gruppo musicale punk inglese dei The Jam. Pubblicato nel 1977, probabilmente con l'intento di bissare il successo del precedente album pubblicato lo stesso anno, In the City, non ebbe però la stessa fortuna. La versione statunitense dell'album ha una differente lista tracce, con in aggiunta il pezzo All Around the World, singolo non facente parte di un album, ma inciso subito dopo la realizzazione di In the City. All Around the World fu il singolo di maggior successo fino a quel momento dei The Jam in Inghilterra, posizionandosi al numero 13 delle classifiche. Il primato venne poi superato nel 1979 dal pezzo The Eton Rifles, classificatosi alla posizione numero 3.
Da This Is the Modern World l'unico singolo pubblicato invece fu The Modern World, che raggiunse la posizione numero 36 delle classifiche inglesi.

## Tracce
Lato A
1. The Modern World (Paul Weller) - 2:32
2. London Traffic (Bruce Foxton) - 1:50
3. Standards (Paul Weller) - 2:30
4. Life From A Window (Paul Weller) - 2:54
5. The Combine (Paul Weller) - 2:21
6. Don't Tell Them You're Sane (Bruce Foxton) - 3:42

Lato B
1. In The Street Today (Paul Weller, Dave Waller) - 1:32
2. London Girl (Paul Weller) - 2:42
3. I Need You (For Someone) (Paul Weller) - 2:42
4. Here Comes The Weekend (Paul Weller) - 3:31
5. Tonight At Noon (Paul Weller) - 3:02
6. In The Midnight Hour (Steve Cropper, Wilson Pickett) - 1:53

## Formazione
- Paul Weller - voce, chitarra
- Bruce Foxton - basso
- Rick Buckler - batteria

## Classifiche
| Classifica (2021) | Posizione massima |
| ----------------- | ----------------- |
| Grecia            | 75                |